# Jiquilpan (Baja California)
Jiquilpan o Ejido Jiquilpan, es una localidad mexicana, del municipio de Mexicali, Baja California, enclavada en la delegación Batáquez perteneciente a la zona del Valle de Mexicali. Según el censo del 2010 realizado por el INEGI, la población en aquel momento ascendía a 1,681 habitantes Se ubica en las coordenadas 32° 30′ 03.0″ De latitud norte y 115°03'47.9" de longitud Oeste. La carretera estatal n.º 3 recorre el extremo este del poblado,,3 esta es una de las importantes vías del municipio ya que entronca en su extremo norte con la carretera federal n.º 2 con el poblado Batáquez y al sur comunica con Cd. Guadalupe Victoria que es la principal localidad del Valle de Mexicali.